# Beni Bu Chibet
Beni Bu Chibet (en árabe: بني بوشبت‎, en francés: Bni Bouchibet) es un municipio marroquí en la región de Tánger-Tetuán-Alhucemas. Desde 1912 hasta 1956 perteneció a la zona norte del Protectorado español de Marruecos.